# Campeonato Sul-Americano de Marcha Atlética de 2014
O 20º Campeonato Sul-Americano de Marcha Atlética de 2014 foi realizado na cidade de Cochabamba, na Bolívia, entre 15 e 16 de fevereiro de 2014. Participaram do evento 69 atletas de seis nacionalidades membros da CONSUDATLE, além de mais 4 atletas convidados de uma nacionalidade não membro da CONSUDATLE. 

## Medalhistas
Ao todo foram disputadas sete categorias. 
| Evento                 | Ouro                              | Ouro    | Prata                             | Prata   | Bronze                                 | Bronze  |
| ---------------------- | --------------------------------- | ------- | --------------------------------- | ------- | -------------------------------------- | ------- |
| Maculino               |                                   |         |                                   |         |                                        |         |
| 20 km sênior           | Rolando Saquipay · Equador        | 1:26:36 | Marco Antonio Rodríguez · Bolívia | 1:27:16 | Pavel Chihuán · Peru                   | 1:27:34 |
| 50 km sênior           | Ronald Quispe · Bolívia           | 4:25:02 | Jonathan Rieckmann · Brasil       | 4:40:12 | Cláudio Richardson dos Santos · Brasil | 4:43:19 |
| 10 km júnior (Sub-20)  | Brian Daniel Pintado · Equador    | 43:46   | Paulo César Yurivilca · Peru      | 44:18   | Brayan Fuentes · Colômbia              | 44:33   |
| 10 km juvenil (Sub-18) | Pablo Armando Rodríguez · Bolívia | 44:49   | César Augusto Rodríguez · Peru    | 44:49   | Edgar Salazar · Peru                   | 47:51   |
| Feminino               |                                   |         |                                   |         |                                        |         |
| 20 km sênior           | Kimberly García · Peru            | 1:35:34 | Claudia Balderrama · Bolívia      | 1:36:25 | Wendy Cornejo · Bolívia                | 1:37:11 |
| 10 km júnior (Sub-20)  | Karla Jaramillo · Equador         | 49:22   | Jéssica Hancco · Peru             | 49:44   | Stefany Coronado · Bolívia             | 51:53   |
| 5 km juvenil (Sub-18)  | Nataly León · Equador             | 26:01   | Luz Karen Mena · Colômbia         | 26:13   | Michelle Varas · Chile                 | 26:52   |

## Resultados
O resultado do campeonato é detalhado a seguir. 

### Masculino sênior 20 km
| Posição           | Atleta                  | Nacionalidade | Tempo   |
| ----------------- | ----------------------- | ------------- | ------- |
| Medalha de ouro   | Rolando Saquipay        | Equador       | 1:26:36 |
| —†                | Eric Barrondo           | Guatemala     | 1:26:42 |
| Medalha de prata  | Marco Antonio Rodríguez | Bolívia       | 1:27:16 |
| Medalha de bronze | Pavel Chihuán           | Peru          | 1:27:34 |
| 4                 | Mauricio Arteaga        | Equador       | 1:27:52 |
| 5                 | Iván Garrido            | Colômbia      | 1:31:07 |
| —†                | Aníbal Paau             | Guatemala     | 1:31:11 |
| 6                 | José Alessandro Baggio  | Brasil        | 1:34:47 |
| 7                 | Jorge Stiven Díaz       | Colômbia      | 1:36:15 |
| 8                 | Moacir Zimmermann       | Brasil        | 1:36:19 |
| —                 | Caio Bonfim             | Brasil        | DQ      |
| —                 | Sergio Carrillo         | Peru          | DSQ     |

†: Atleta convidado

### Masculino sênior 50 km
| Posição           | Atleta                        | Nacionalidade | Tempo     |
| ----------------- | ----------------------------- | ------------- | --------- |
| Medalha de ouro   | Ronald Quispe                 | Bolívia       | 4:25:02   |
| Medalha de prata  | Jonathan Rieckmann            | Brasil        | 4:40:12   |
| Medalha de bronze | Cláudio Richardson dos Santos | Brasil        | 4:43:19   |
| 4                 | Luiz Felipe dos Santos        | Brasil        | 4:53:28   |
| —                 | Jhon Castañeda                | Colômbia      | ‘’’DNF’’’ |

### Masculino júnior (Sub-20) 10 km
| Posição           | Atleta                    | Nacionalidade | Tempo |
| ----------------- | ------------------------- | ------------- | ----- |
| Medalha de ouro   | Brian Daniel Pintado      | Equador       | 43:46 |
| Medalha de prata  | Paulo César Yurivilca     | Peru          | 44:18 |
| Medalha de bronze | Brayan Fuentes            | Colômbia      | 44:33 |
| 4                 | César Augusto Rodríguez   | Peru          | 45:29 |
| 5                 | Edgar Salazar             | Peru          | 46:25 |
| 6                 | Edwin Quisbert-Sirpa      | Bolívia       | 48:48 |
| 7                 | Fulviano Soares de Campos | Brasil        | 49:33 |
| 8                 | Cristaldo Quispe          | Bolívia       | 50:53 |
| 9                 | David Cayllante           | Bolívia       | 51:15 |
| 10                | Braulio Morocho           | Equador       | 51:29 |
| 11                | Luis Ricardo Santos       | Brasil        | 52:22 |
| 12                | Roberto Churqui           | Chile         | 52:22 |
| 13                | Yojan Millán              | Chile         | 53:13 |
| 14                | Dieter King               | Chile         | 53:35 |
| 15                | Josemar Espinola Ferreira | Brasil        | 56:24 |

### Masculino juvenil (Sub-18) 10 km
| Posição           | Atleta                   | Nacionalidade | Tempo |
| ----------------- | ------------------------ | ------------- | ----- |
| Medalha de ouro   | Pablo Armando Rodríguez  | Bolívia       | 44:49 |
| Medalha de prata  | César Augusto Rodríguez  | Peru          | 44:49 |
| Medalha de bronze | Edgar Salazar            | Peru          | 47:51 |
| 4                 | Cristian David Merchán   | Colômbia      | 49:57 |
| 5                 | Jonathan Amores          | Equador       | 50:16 |
| 6                 | Yojan Millán             | Chile         | 51:11 |
| 7                 | Ariel Cayllante          | Bolívia       | 52:15 |
| 8                 | Gustavo Mamani           | Bolívia       | 52:32 |
| —                 | Luan de Almeida Ferreira | Brasil        | DSQ   |
| —                 | Marco Salinas            | Equador       | DSQ   |

### Feminino sênior 20 km
| Posição           | Atleta                           | Nacionalidade | Tempo   |
| ----------------- | -------------------------------- | ------------- | ------- |
| Medalha de ouro   | Kimberly García                  | Peru          | 1:35:34 |
| Medalha de prata  | Claudia Balderrama               | Bolívia       | 1:36:25 |
| Medalha de bronze | Wendy Cornejo                    | Bolívia       | 1:37:11 |
| 4                 | Sandra Galvis                    | Colômbia      | 1:37:57 |
| —†                | Mayra Herrera                    | Guatemala     | 1:39:01 |
| —†                | Mirna Ortiz                      | Guatemala     | 1:39:32 |
| 5                 | Ángela Castro                    | Bolívia       | 1:40:34 |
| 6                 | Arabelly Orjuela                 | Colômbia      | 1:41:51 |
| 7                 | Magaly Bonilla                   | Equador       | 1:42:32 |
| 8                 | Cisiane Dutra Lopes              | Brasil        | 1:48:43 |
| 9                 | Elianay Santana da Silva Pereira | Brasil        | 1:58:30 |
| 10                | Nair da Rosa                     | Brasil        | 2:04:20 |
| —                 | Yesenia Carrillo                 | Colômbia      | DQ      |

†: Atleta convidado.

### Feminino júnior (Sub-20) 10 km
| Posição           | Atleta                           | Nacionalidade | Tempo   |
| ----------------- | -------------------------------- | ------------- | ------- |
| Medalha de ouro   | Karla Jaramillo                  | Equador       | 49:22   |
| Medalha de prata  | Jéssica Hancco                   | Peru          | 49:44   |
| Medalha de bronze | Stefany Coronado                 | Bolívia       | 51:53   |
| 4                 | Daniela Fernanda Pastrana        | Colômbia      | 52:39   |
| 5                 | Jéssica Cabrera                  | Equador       | 53:56   |
| 6                 | Carolina Salapure                | Bolívia       | 57:12   |
| 7                 | Tatiana Luque                    | Bolívia       | 57:56   |
| 8                 | Rayane Caroline Lins de Oliveira | Brasil        | 57:59   |
| 9                 | Andressa Souza da Silva          | Brasil        | 58:36   |
| 10                | Diana Sarasaya                   | Peru          | 59:02   |
| 11                | Linara Zancanela da Cunha        | Brasil        | 1:00:16 |

### Feminino juvenil (Sub-18) 5 km
| Posição           | Atleta                    | Nacionalidade | Tempo |
| ----------------- | ------------------------- | ------------- | ----- |
| Medalha de ouro   | Nataly León               | Equador       | 26:01 |
| Medalha de prata  | Luz Karen Mena            | Colômbia      | 26:13 |
| Medalha de bronze | Michelle Varas            | Chile         | 26:52 |
| 4                 | Diana Sarasaya            | Peru          | 26:59 |
| 5                 | Odette Huanca             | Bolívia       | 27:58 |
| 6                 | Anastasia Sanzana         | Chile         | 28:42 |
| 7                 | Milena Francesca de Souza | Brasil        | 28:58 |
| 8                 | Daniela Parra             | Chile         | 30:13 |
| 9                 | Juliana Archondo          | Bolívia       | 31:29 |
| 10                | Karely Quiroga            | Bolívia       | 31:51 |
| —                 | Evelyn Inga               | Perú          | DSQ   |
| —                 | Jessica Cabrera           | Equador       | DNS   |
| —                 | Leyde Guerra              | Perú          | DNS   |

## Quadro de medalhas
| Ordem | País     | Medalha de ouro | Medalha de prata | Medalha de bronze | Total |
| ----- | -------- | --------------- | ---------------- | ----------------- | ----- |
| 1     | Equador  | 4               | 0                | 0                 | 4     |
| 2     | Bolívia  | 2               | 2                | 2                 | 6     |
| 3     | Peru     | 1               | 3                | 2                 | 6     |
| 4     | Brasil   | 0               | 1                | 1                 | 2     |
| 4     | Colômbia | 0               | 1                | 1                 | 2     |
| 6     | Chile    | 0               | 0                | 1                 | 1     |
|       | TOTAL    | 7               | 7                | 7                 | 21    |

## Participantes
De acordo com uma contagem não oficial, participaram 69 atletas (+ 4 convidados) de 6 países (+ 1 país convidado).
| - Bolívia (17) - Brasil (17) | - Chile (6) - Colômbia (10) | - Equador (10) - Peru (9) |

Nação convidada:
- Guatemala (4)